# 室牧村
室牧村（むろまきむら）は、かつて富山県婦負郡にあった村。

## 沿革
- 1889年（明治22年）4月1日 - 町村制の施行により、婦負郡中村、高熊村、高橋村、柴橋村、谷内村、高尾村、坂ノ下村、北袋村、和山村、峯村、須郷村、野須郷村、上野村、細滝村、上ノ茗村、下ノ茗村、竹内村、宮ケ島村、尾久村、窪村、柚木村、天池村、追分村、高瀬村、足谷村及び大道村の区域をもって、婦負郡室牧村が発足する。
- 1953年（昭和28年）12月1日 - 婦負郡八尾町、杉原村、保内村、室枚村、卯花村及び黒瀬谷村の区域の一部が合併して、婦負郡八尾町が発足する。